# Paul Porel
Pour les articles homonymes, voir Porel.
Paul Désiré Parfouru dit Porel est un acteur, metteur en scène et directeur de théâtre français, né le 25 octobre 1843 à Saint-Lô (Manche) et mort le 4 août 1917 à Paris. 
Il a été marié à la comédienne Réjane (1856-1920), entre 1893 et 1905. Le couple a eu deux enfants, Jacques et Germaine.

## Biographie
Après des études au Conservatoire d'où il sort avec le second prix de comédie en 1862 (la même année que Sarah Bernhardt), Porel débute comme comédien au théâtre du Gymnase puis à l'Odéon. Devenu directeur de la scène, il s'essaye à la mise en scène avant de succéder à Charles de la Rounat au poste de directeur du théâtre à la mort de ce dernier, en décembre 1884. Il crée les matinées-conférences à destination de la jeunesse, suivies, en 1887, des soirées classiques à prix réduit et des abonnements du lundi afin de fidéliser le public. Il fait entrer au répertoire :  Zaïre de Voltaire, L'Avare de Molière, Esther de Racine, Horace et Don Sanche d'Aragon de Corneille ainsi que des auteurs étrangers tels Goethe (Le Comte d'Egmont en 1889), Dostoïevski (Crime et châtiment adapté par Paul Ginisty et Hugues Le Roux en 1888) et Shakespeare (Beaucoup de bruit pour rien adapté par Louis Legendre en 1886).  
Proche des milieux littéraires et musicaux, il ouvre ses portes à de nombreux auteurs parmi lesquels Alphonse Daudet (Numa Roumestan, 1886), Henry Céard (Renée Mauperin d'après les frères Goncourt, 1886), un proche d'Émile Zola dont il fait adapter le Jacques Damour par Léon Hennique en 1887, George Sand (Claudie, 1886), Meilhac et Halévy (Fanny Lear, 1888), Georges de Porto-Riche (Amoureuse, 1889) et même Sarah Bernhardt (L'Aveu, 1887). Il sollicite Gabriel Fauré pour les musiques de scène du Caligula d'Alexandre Dumas (1888) et du Shylock d'Edmond Haraucourt (1889) et reprend Béatrice et Bénédict d'Hector Berlioz (1889).
Fin 1887, il commande à Edmond de Goncourt l'adaptation théâtrale du roman Germinie Lacerteux écrit avec son frère afin d'offrir un premier rôle à sa maîtresse, la comédienne Réjane. La pièce est créée le 19 décembre 1888, mais en partie interdite par le président Sadi-Carnot à la suite d'une plainte de sénateurs conservateurs. Elle ne dépassera pas les 22 représentations. Elle n'en lance pas moins la carrière de Réjane. La pièce sera tout de même reprise avec succès pour dix représentations en mars 1891.
Sous sa direction ont lieu d'importants travaux de restauration de la salle de l'Odéon dont son électrification, le 9 mars 1888, et la création d'un nouveau plafond par le peintre Jean-Paul Laurens. En juin 1892, Porel démissionne à la suite du refus par l'État de lui confier la direction de l'Opéra de Paris, emmenant avec lui une partie de la troupe, dont Réjane et Lucien Guitry. Il rachète le pharaonique Éden-Théâtre, créé en 1883, rue Boudreau dans le IXe arrondissement, et consacré à l'art lyrique, qu'il rebaptise Grand-Théâtre. Mais deux échecs successifs, Lysistrata de Maurice Donnay et Pêcheur d'Islande de Pierre Loti, conduisent à la fermeture puis à la destruction de la salle l'année suivante.
Porel, qui a épousé entretemps en 1893 Réjane enceinte de leur fils Jacques et avec laquelle il s'est installé au 25, avenue d'Antin, s'associe aussitôt avec Albert Carré, directeur du Vaudeville, boulevard des Capucines, et apporte en gage une pièce inédite de Victorien Sardou, Madame Sans-Gêne. Créée le 27 octobre 1893 avec Réjane dans le rôle-titre, elle deviendra le plus grand succès du théâtre et de l'artiste, alignant 366 représentations consécutives jusqu'en février 1895. Parmi les autres succès dus à la comédienne la reprise de La Parisienne d'Henry Becque, en 1893, et la création française de la Maison de poupée d'Henrik Ibsen, en 1894.
Albert Carré étant nommé directeur de l'Opéra-Comique en janvier 1898, Porel prend seul les rênes du théâtre, alternant créations : Viveurs de Henri Lavedan, La Douloureuse de Maurice Donnay, Paméla de Victorien Sardou, Le Lys rouge d'Anatole France, Yvette de Pierre Berton d'après Maupassant et reprises triomphales de Madame Sans-Gêne. Le couple Porel est moins chanceux et la rupture est consommée en 1904 lorsque Réjane prend seule la direction du Nouveau-Théâtre, rue Blanche. Le divorce est prononcé en 1905. Sans Réjane, le Vaudeville connaît une période difficile malgré une reprise de Éducation de prince de Maurice Donnay en 1906. En 1907, Porel s'associe à Peter Carin, directeur du théâtre des Capucines. Mais deux procès, dont un – perdu – contre Sacha Guitry, mettent un terme à leur collaboration, fin 1909. 
Succédant à Carin, fin 1912, Gustave Quinson, directeur du théâtre du Palais-Royal, ramène avec lui Sacha Guitry dont La Prise de Berg-Op-Zoom relance les finances du théâtre. Autre succès créé fin 1913, La Belle Aventure de Flers et Caillavet, avec Victor Boucher, se joue jusqu'à la déclaration de guerre, le 3 août 1914. En novembre 1915, faisant face à la désaffection du public, Porel transforme avec un relatif succès le théâtre en cinéma. Alors que la revue retrouve ses droits, fin juillet 1917, avec la Revue du Vaudeville de Lucien Boyer et Albert Willemetz, Porel meurt le 4 août 1917 et est enterré le 8. Il repose au cimetière de Passy, non loin de son ex-épouse et de plusieurs de ses descendants.

## Une dynastie d'artistes

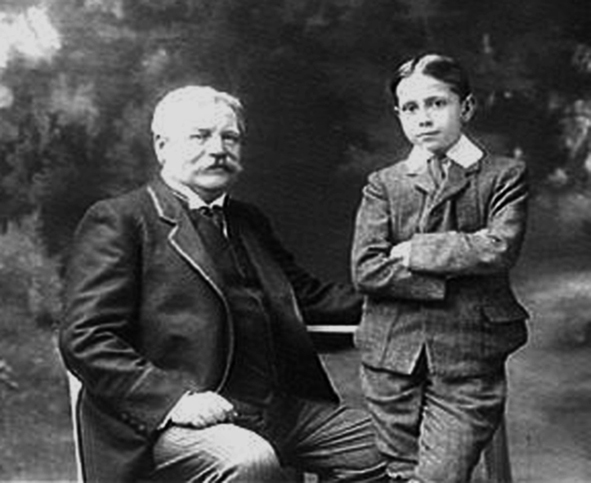
Porel et son fils Jacques photographiés par Nadar en 1905

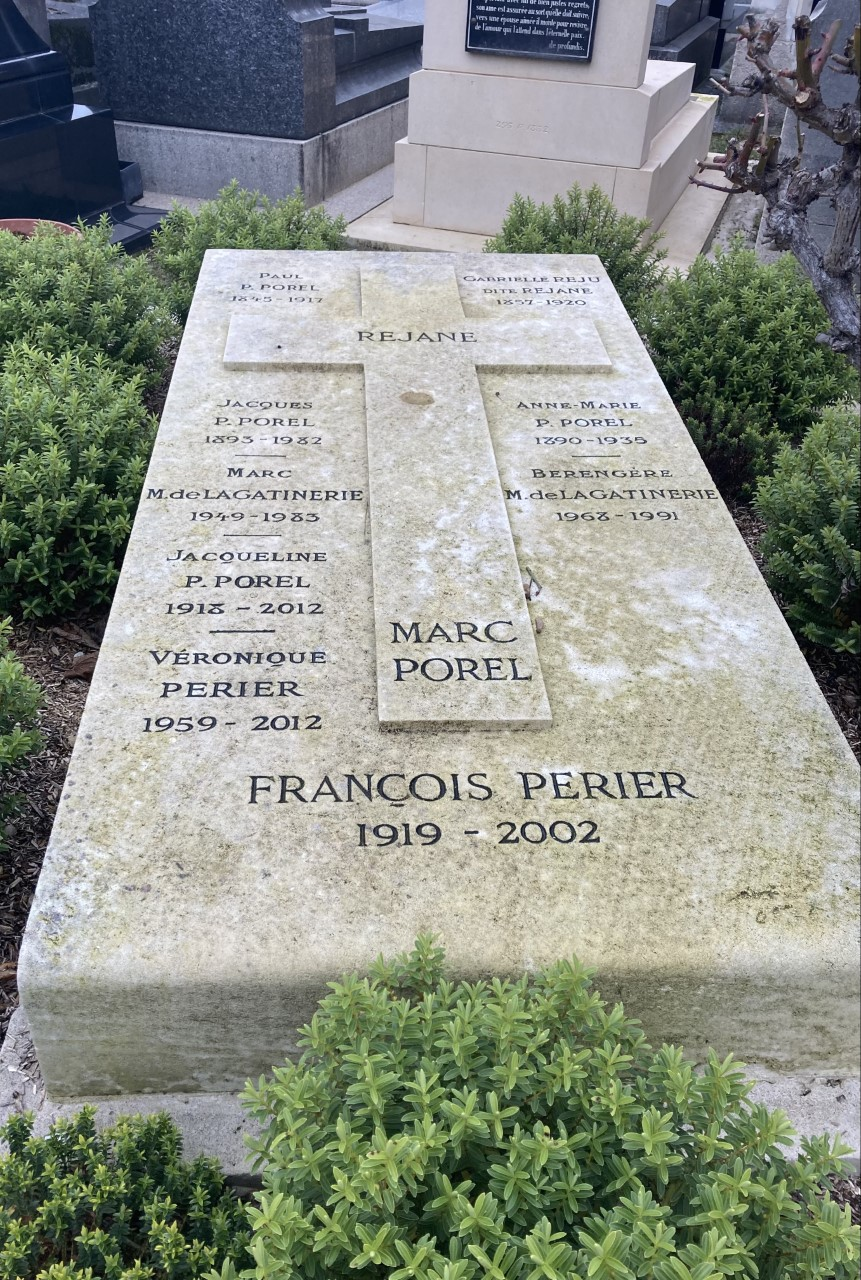
Sépulture familiale au cimetière de Passy.

Réjane et Paul Porel sont les parents de la comédienne Germaine Porel, mariée en 1916 au chirurgien américain Philip Duncan Wilson (1886-1969), et de l'écrivain Jacques Porel (1893-1982), qui épousa en secondes noces la comédienne Jany Holt (1909-2005).
Jacques Porel est le père, avec sa première épouse Anne-Marie Duval (1890-1935), de la comédienne Jacqueline Porel (1918-2012) qui a eu, elle-même, quatre enfants : 
- le photographe Jean-Marie Périer (né en 1940), avec le chanteur Henri Salvador (1917-2008)
- le cinéaste Jean-Pierre Périer (1943-1966) et la journaliste Anne-Marie Périer[5], avec le comédien François Périer (1919-2002)
- le comédien Marc Porel (1949-1983), avec le comédien Gérard Landry (1912-1999).

Marc Porel est le père, avec l'actrice et modèle française Bénédicte Lacoste, de la comédienne Bérangère de Lagatinerie (1968-1991), et avec l'actrice italienne Barbara Magnolfi (née en 1955), de Camille[réf. nécessaire].

## Distinctions
- Chevalier de la Légion d'honneur (9 juillet 1886)[6]